# Poicephalus robustus
Il pappagallo del Capo (Poicephalus robustus J. F. Gmelin, 1788) è un uccello della famiglia degli Psittacidi.

## Descrizione
Il corpo compatto e forte e la grande testa, dotata di becco vistoso, fanno sembrare questo pappagallo più grande della sua taglia, attorno ai 33 cm. La colorazione generale è verde, più scura sulle ali e più chiara nelle parti ventrali; il cappuccio grigio sfumato in ocra copre tutta la testa e il collo, con sfumature rosse sulla fronte e sulla corona molto evidenti nelle femmine e quasi assenti nel maschio (ma non sempre è così, per questo non possiamo considerarlo un vero e proprio dimorfismo sessuale); spalle e calze (piumaggio che copre la gamba, più corto dei calzoni) rosse; becco grigio e iride marrone.

## Biologia
È un uccello di foresta e boscaglia: abita le foreste primarie e secondarie, le foreste costiere e le savane alberate. Potremmo definirlo timido e silenzioso: solitamente vive in coppia e solo di rado forma bande che si muovono alla ricerca del cibo; in queste occasioni diventa anche più chiassoso e intraprendente. La stagione riproduttiva spesso coincide con l'intera stagione delle piogge, quando il cibo è abbondante. Il nido è localizzato nella cavità di un albero e la femmina vi depone 2-4 uova a intervalli di 2-3 giorni; la cova dura 29-30 giorni. I giovani si involano attorno alle 10-12 settimane.

## Distribuzione e habitat
Vive nelle foreste del KwaZulu-Natal, in Sudafrica (dove la fonte principale di cibo è fornita dai semi di Podocarpus falcatus e dalle olive selvatiche della Olea capensis). La popolazione in libertà può essere valutata attorno ai 500 individui e quindi in serio pericolo di estinzione.
In cattività non ci sono molte coppie riproducenti, per questo sarebbe importante fermare le catture e incrementare l'allevamento utilizzando i soggetti già in cattività.